# 美濃市図書館
美濃市図書館（みのしとしょかん）は、岐阜県美濃市にある公共図書館。

## 歴史
1986年（昭和61年）4月1日に開館。
開館当初は美濃市美濃公民館に併設されていたが、1997年（平成9年）に美濃市美濃公民館内の教育研究所が移転したことにより、美濃市美濃公民館の建物全てを使用することとなり、建物も美濃市美濃公民館から美濃市図書館に用途変更している。
建物は美濃市美濃公民館（1981年4月から1986年3月までの名称は美濃市美濃中央公民館）として1968年（昭和43年）4月に完成。1987年（昭和62年）と2001年（平成13年）に改装工事が行われている。
2019年度（令和元年度）末時点の分総蔵書数は80,375冊である。

## 施設概要
1階
- 一般書書架

2階
- 児童書書架
- 一般図書室
- 児童図書室
- 郷土資料室

3階
- 倉庫
- 学習室
- 市史編纂室

## 利用案内
- 開館時間：
  - 10:00 - 18:00　（火曜日から金曜日）[4]
  - 10:00 - 17:00　（土・日曜日、祝日）[4]
  - 10:00 - 19:00　（7月1日から8月31日までの土・日曜日）[4]
- 休館日：月曜日（当日が休日の時は開館）、休日の翌日（当該休日の翌日が土・日曜日及び休日場合は開館）、図書館整理日（毎月第4金曜日）、年末年始（12月29日 - 1月3日）[4]
- 貸出
  - 貸出点数：1人10点まで
  - 貸出期間：14日間

## 交通アクセス
- 長良川鉄道梅山駅下車、徒歩約12分
- 岐阜バス「美濃小倉公園前」バス停より徒歩約5分。
  - JR東海道本線・高山本線岐阜駅（JR岐阜駅バスターミナル）、名鉄名古屋本線・各務原線名鉄岐阜駅（岐阜バスターミナル）より【B87】「中濃庁舎」行き
- のり愛くん「図書館」停留所下車、徒歩すぐ。

## 周辺施設
- 小倉公園
- 美濃市文化会館
- 美濃市立美濃小学校
- 旧今井家住宅・美濃史料館
- 清泰寺
- 本玄寺